# Бръггеброен
Бръггеброен (на датски: Bryggebroen, Мостът на кея) е най-новият мост в Копенхаген, в самото пристанище на града и с дължина 190 м. Построен за пешеходен и велосипеден трафик, мостът е разположен в посока изток-запад, като свързва Kalvebod Brygge (запад) и Islands Brygge (изток). Мостът става популярно място за заключване на любовни катинари.
Бръггеброен, който е отворен на 14 септември 2006 г., е с широчина 5,5 м., разделен на две, като една част е пешеходна ивица, а другата вело алея. Мостът е подвижен и позволява преминаването на малки и големи ветроходни кораби.
Името на моста е предложение от конкурс, организиран от датския всекидневник Политикен, в който са получени повече от 200 предложения. Името Бръггеброен (Bryggebroen) е избрано от вестника като победител, защото функционално мостът свързва два кея. Комитетът по наименоване на улиците в Копенхаген приема предложението и то става новото официално име на моста.
Когато мостът е завършен, околностите му са в продължаващо строителство, което създава нуждата от временен дървен мост от западната страна на Бръггеброен. Също така е задължително създаването на временна пътека, южно от търговския комплекс Фискеторв. Двата проекта добавят към цената на моста около 8 милиона датски крони (приблизително 2 милиона лева)